# Джавахетия

Иберия и Колхида Грузинские царства

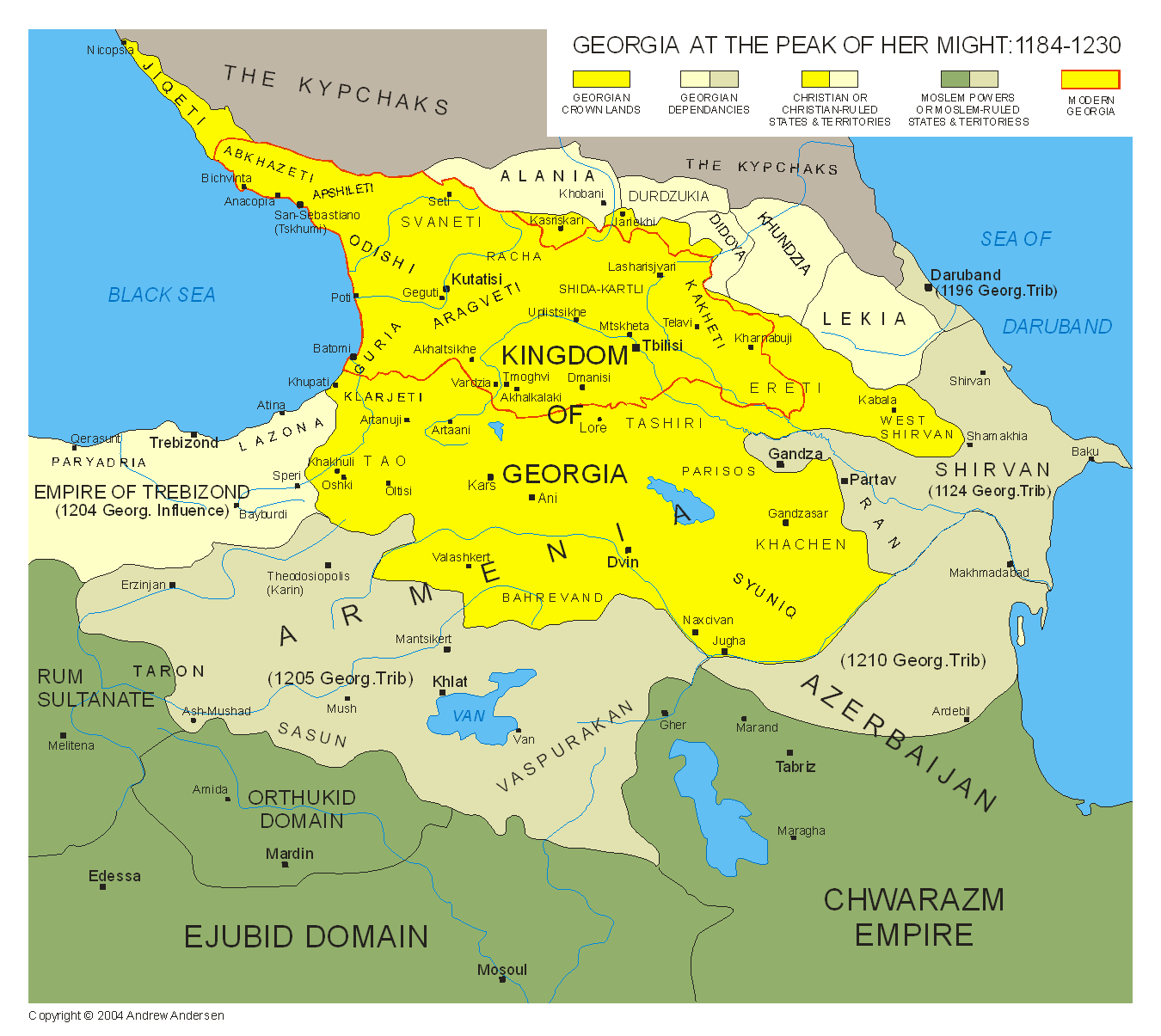
Карта Грузии в 1184—1225 годах

Джавахе́тия, Джавахе́ти (груз. ჯავახეთი) или  Джавахк (арм. Ջավախք, з.-арм. Ջաւախք) — историко-географическая область на юге Грузии в верховьях реки Кура, соответствует территории современных Ниноцминдского и Ахалкалакского муниципалитетов края Самцхе-Джавахети.

## Исторический очерк
На территории Джавахетского нагорья находится одна из зон распространения памятников эпохи палеолита.
Самым ранним объединением племён или государственным образованием на территории Джавахетии была Забаха (XII век до н. э.), от названия которой и произошло современное название края.
Согласно К. Туманова, Джавахетия входила в состав Иберийского эриставтства Цунда еще в IV-III веках до н. э. В начале II века до н. э. регион был присоединён к Великой Армении при династии Арташесидов, которые на этой территории сформировал «Мосхское» или «Иберийское» бдешхство с князем Гугарка в качестве его наместника. В начале I века Иберия овладела самим бдешхством, и исконно иберийские земли (втом числе Джавахетия), кажется, была отделена от бдешхства и вернулся к иберийской короне. После раздела Великой Армении в 387 году между Римской империей и Сасанидской Персией ряд северных армянских территорий, в том числе Джавахетия, отошли к Иберии.
Потомки царя Вахтанга Горгасали, младшая линия, известная как Гуарамиды овладели Джавахетией и управляли западной частью Иберии.
Начиная с сына Гуарам I (ок. 588–c. 590), члены этого дома были картлийские (иберийские) эрисмтавари. Трое из них были награждены титулом курапалата, высокий титул императорского двора Византии. Согласно Р. Хьюсена, регион являлся грузинским по этническому признаку.
Во время арабского вторжения в Грузию Джавахети оставалось в составе грузинского государства. Вымирание Гуарамидов и почти исчезновение Хосроидов позволило их энергичным родственникам из семьи Багратидов, в лице князя Тао-Кларджети Ашота I (ок. 786/813–830), наследовать иберийские территории. После смерти Ашота арабский эмир Тбилиси захватил Картли и Джавахети, но его сын Гуарам Мампали сумел освободить регион от арабов.
После арабского завоевания Закавказья в VII веке Джавахетия, как и практически всё Закавказье, вошла в состав Армянского эмирата, административной единицы Халифата. В составе эмирата с 654 по 750 годы Джавахетия входила в провинцию Арминия II (бывшая Иберия), а с 750 по 885 годы в состав Арминии III (собственно Армении).
Согласно армянскому первоисточнику Степаносу Таронаци, эмир Армении Хатлиб Езид, прибывший в Армению во главе многочисленного войска, отправился в Иверию, где погиб в деревне Хозабири (Джавахети). В грузинском первоисточнике «Житие Григория Хандзтели» отмечается, что в Джавахети в период 850—861 гг. состоялся собор Грузинской церкви.

Грузия в 15 веке

В 888—1008 года Самцхе и Джавахети были одной из областью Тао-Кларджетского царство.
В IX — начале X века арабы были окончательно изгнаны из Закавказья, а позже оттуда была вынуждена уйти и Византия, в 1001 году ставший абхазским царём Баграт III из династии Багратиони объединил все Грузинские княжества, тем самым став первым царём объединённой Грузии, Самцхе и Джавахети были воссоединены к объединённой Грузии 1008 г.
После смерти амирспасалара и эристава джавахетии Гамрекели Торели, нижняя джавахети, с центром в Тмогви был передан Саргису Тмогвели, тогда как верхняя джавахети, с центром в Ахалкалаки, управлялась потомками семьи Торели.
В 1490 году после распада единой Грузии территория Джавахети входила в состав грузинского княжества Самцхе-Саатабаго,
В 1590—1625 годах территория царство Самцхе-Саатабаго неуклонно сокращалась, царству приходилось вести борьбу с экспансией Османской империи, окончательно самцхийская государственность была ликвидирована и оккупирована Османской империей, по Стамбульскому мирному договору Самцхе-Саатабаго перешло к османской империи. Османы произвели перепись Самцхе-Саатабаго, переименованный в «Гурджистанский вилайет».
В 1828 году после Русско-Tурецкой войны Джавахетия была освобождена и в дальнейшем включена в состав Тифлисской губернии

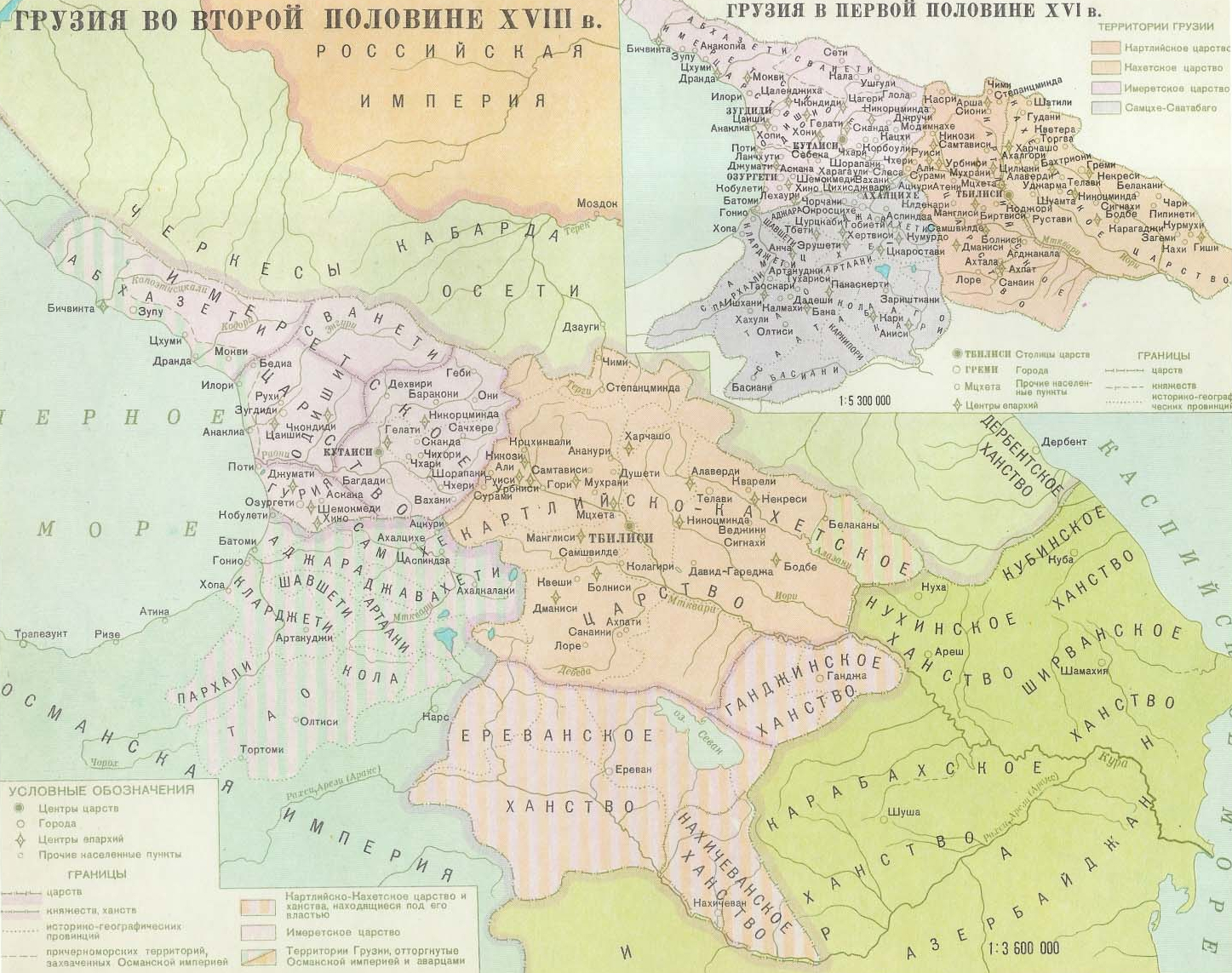
Грузия во второй половине 18 века

В июле 1828 года Ахалкалаки был завоёван русскими. Этническая карта региона стала меняться после этого завоевания. Среди жителей присоединённой области преобладали грузины, также жили турки, курды, азербайджанцы и армяне. В 1830 году после заключения Адрианопольского мирного договора между Россией и Турцией из Эрзрумского, Басенского, Бабердского, Дерджанского и других уездов 7300 армянских семей (около 58 000) переселились в Джавахетию и в соседние районы, в Турцию ушли турки, курды и часть азербайджанцев.
В 1829—1831 годах армяне и греки из Турции переселились также и на Цалку, откуда в XVIII в связи с постоянными набегами дагестанских племён ушло почти всё грузинское население. В 1841—1845 годах к югу от Ахалкалаки поселились духоборы.
В 1840 году Джавахетия была включена в состав Грузино-Имеретинской губернии, а в 1846 году — в состав Тифлисской губернии (с 1874 года Джавахетия составляла Ахалкалакский уезд). Ахалкалакский уезд под российским господством пережил значительный социально-экономический и культурный подъём. По состоянию на 1 января 1916 года в Джавахетии (в 110 селах Ахалкалакского уезда) проживали 107 000 человек, из которых 82 800 армяне. В 1830-х годах в Ахалцихе открылись Карапетяновская, а в Ахалкалаки Месропяновская школы.
В 1918 году возник армяно-грузинский конфликт из-за требований армянской стороны передать Ахалкалакский и Борчалинский уезды Тифлисской губернии распавшейся Российской империи. Боевые действия прекратились в результате вмешательства британских сил. На конференции прошедшей в 1919 году в Тбилиси стороны договорились разделить спорные территории по решению Верховного совета Антанты по данному территориальному конфликту. Так северная часть уезда временно передавалась Грузии, южная — Армении, средняя объявлялась нейтральной зоной под управлением британского губернатора. После установления советской власти вопрос о принадлежности Самцхе-Джавахетии был поднят ещё раз. Вопрос сначала был обсуждён на пленуме Кавбюро ВКП(б) 7 июля 1921 года, однако право принятия окончательного решения было передано ЦК КП Грузии. Согласно решению ЦК КП Грузии Самцхе-Джавахетия (Ахалкалакский уезд) была оставлена в составе республики.
В составе Грузинской ССР уезд административно был разделён на Ахалкалакский и Богдановский (ныне Ниноцминдовский) районы. На сегодняшний день административно Джавахетия разделена на Ахалкалакский и Ниноцминдовский муниципалитеты.

## Демография
По данным переписи 2002 года в Джавахетии имеются около 100 населённых пунктов и более 113 000 населения (95 % армяне).
В 2002—2003 образовательном году действовали 60 школ в Ахалкалакском и 33 в Ниноцминдовском муниципалитетах, а общее число учеников составляло 17.000.
Численность и этнический состав населения районов Джавахетии согласно переписи 2002 года.
| муниципалитет               | Армян (тыс.чел.) | Грузин (тыс.чел.) | Всего (тыс.чел.) |
| --------------------------- | ---------------- | ----------------- | ---------------- |
| Ахалкалакский муниципалитет | 57,5             | 3,2               | 60,7             |
| Ниноцминдский муниципалитет | 32,9             | 0,5               | 33,4             |
| Всего                       | 90,4             | 3,7               | 94,1             |

Население по переписи 2014 года составляет 69561 человек.
Численность населения муниципалитетов Джавахетии согласно переписи 2014 года.
| муниципалитет               | Всего (тыс.чел.) |
| --------------------------- | ---------------- |
| Ахалкалакский муниципалитет | 45,07            |
| Ниноцминдский муниципалитет | 24.4             |
| Всего                       | 69.6             |

-  Население края  в 1829—1831 гг.

После завершения русско-турецкой войны главы Российской империи вынудили проживающих в Самцхе-Джавахети грузин мусульман переселиться в Османскую империю. Вместо них, при поддержке правительства, в 1829—1831 гг. в Самцхе-Джавахети из Турции переехали на постоянное жительство тысячи армян. Это было вызвано тем, что в русско-турецкой войне 1828—1829 гг. Турция потерпела поражение. Согласно тринадцатой статье Адрианаполисского мирного договора, на период переселения населения было дано 18 месяцев. В этот период мусульманское население должно было переселиться в единоверную Турцию. В Джавахети почти не осталось грузинского населения. Новая администрация воспользовалась этой возможностью и в 1830 году заселило туда 35 тысяч беженцев армян из Эрзерума.

## Современное состояние
После распада СССР Джавахетия была одним из самых бедных регионов Грузии, в котором уровень жизни был самым низким во всей стране. Нехватка рабочих мест заставила многих уехать за границу, в основном в Россию. Многие также перебрались на постоянное место жительство в Армению. Кроме того, в Грузии на долю Джавахети приходилось меньше всего инвестиций, а дороги и инфраструктура региона были разрушены. Армяне региона просили о развитии местной экономики и инфраструктуры, а также (ввиду того, что армянское население области составляет абсолютное большинство) - о самоуправлении и придании армянскому языку регионального статуса. Грузинские власти со своей стороны обещали рассмотреть жалобы и содействовать решению проблем. В свою очередь Том Триер, глава Европейского центра по делам меньшинств (ECMI), подверг сомнению обещания грузинских властей заявив, что «Существует опасение того, что правительство не заинтересовано в них. И именно это делает регион потенциальной зоной конфликта». Более того, с целью упредить требования автономии от этнических армян, Джавахети была объединена с большим этническим грузинским населением Самцхе и Боржоми, новая область получила название Самцхе-Джавахети. Сразу после этого решения армянское движение «Джавахк», в 1997 году собрало подписи, требуя отмены провинции Самцхе-Джавахети и создание отдельной провинции Джавахети. В 2006 году Международная кризисная группа, в своем докладе, в подробностях отмечала, что армянское меньшинство во многих отношениях подвергается дискриминации и по-прежнему исключено из грузинской политики. Спустя год, в 2007 году, под давлением грузинских властей, с территории Джавахети была выведена российская военная база, которая для региона являлась главной социально-экономической опорой и гарантией безопасности армян от своих турецких соседей. Однако несмотря на всю сложность ситуации, Армения никогда не поддерживала сепаратизм в регионе, а среди армян серьезных сепаратистских амбиций замечено никогда не было. Кроме того, Армения, предоставляя финансирование для школ Джавахети, объявила о планах финансирования ремонта дорог в области, а также упрощения процедуры пересечения границы.